# Parc Ernst Thälmann
El Parc Ernst Thälmann (en alemany: Ernst-Thälmann-Park) és un parc de Prenzlauer Berg, situat a l'est de Berlín. El parc va adoptar el nom del dirigent comunista alemany Ernst Thälmann.
El parc es troba a l'endret d'antiga planta d'emmagatzemmatge i fabricació de gas, construïda el 1874. Va ser tancada el 1981, el darrer gasòmetre fou enderrocat el 1984. En homenatge al 750è aniversari de Berlín, les autoritats d'Alemanya de l'Est van establir un pla per a un parc residencial, amb un monument, una piscina pública, un planetari, una escola i una zona d'habitatges per a 4.000 residents. El parc va ser inaugurat el 16 d'abril de 1986, en commemoració del centenari de Thälmann.
L'ús anterior de la zona va deixar una extensa contaminació del sòl i aigües subterrànies amb cianurs, fenols i quitrà que els autoritats d'aleshores no van gaire descontaminar, i que amb normes d'avui, mai no se n'hauria pogut servir per l'habitatge. Després de la reunificació alemanya es va organitzar la descontaminació i bioremediació. Encara que hi ha hagut alguna discussió sobre el nom, la majoria dels habitants van votar en contra d'un canvi el 1997. Actualment el parc compta amb habitatges públics, així com galeries d'art i un petit teatre a l'edifici administratiu de l'antiga planta de gas.
El monument de bronze d'Ernst Thälmann, amb una alçada de 14 metres, va ser creat per Lev Kerbel entre 1981 i 1986. En disputa des del principi, algunes plaques amb consignes polítiques han estat eliminades durant la dècada de 1990. Avui en dia és un monument protegit.